# مرد بی‌ستاره
مرد بی‌ستاره فیلمی به کارگردانی  و نویسندگی عزیزالله بهادری محصول سال ۱۳۴۶ است.

## بازیگران
- رضا بیک ایمانوردی
- همایون
- کتایون
- شهلا
- منوچهر احمدی
- کاظم روشن‌ضمیر
- سودابه
- داریوش اسدزاده
- جمشید مهرداد